# ماكنون (ساسكاتشوان)
ماكنون (بالإنجليزية: Macoun, Saskatchewan)‏ هي قرية تقع في كندا في ساسكاتشوان. يقدر عدد سكانها بـ 246 نسمة ومساحتها 1.68 كم2 .